# Johannes Minckwitz
Johannes Minckwitz foi um enxadrista alemão e escritor em importantes revistas de xadrez da época. Seus principais resultados em torneios foram um segundo lugar em Barmen (1869) (Anderssen venceu), nono lugar em Baden-Baden (1870) (novamente Anderssen venceu), terceiro lugar em Krefeld (1871) (Paulsen venceu), quarto em Frankfurt (1878) (Paulsen venceu); décimo primeiro em Leipzig (1879) (Englisch venceu).).
Ele dividiu o primeiro lugar com Max Weiss e Adolf Schwarz em Graz (1880); empatou em quinto em Braunschweig (1880) (Paulsen venceu), oitavo em Wiesbaden (1880) (Blackburne, A. Schwarz e B. Englisch venceram), empatou em oitavo em Berlin (1881) (Blackburne venceu); décimo lugar em Hamburgo (1885) (Gunsberg venceu), empatou em décimo terceiro em Breslau (1889) (Tarrasch venceu), e nono em Berlim (1890) (Emanuel Lasker e Berthold Lasker venceram).
De 1865 a 1876 e de 1879 a 1886, foi o editor da revista Deutsche Schachzeitung e autor do livro Das ABC des Schachspiels (Leipzig, 1879), Humor in Schachspiel (Leipzig, 1885) e Der kleine Schachkönig (Leipzig, 1889).